# Athinaikos FC
L'Athinaikos FC (grec: Αθηναϊκός Αθλητικός Σύλλογος), és la secció de futbol del club grec Athīnaïkos Athlītikos Syllogos, de la ciutat d'Atenes.
El club es va formar el 1917 i va ser membre fundador de la Federació Hel·lènica de Futbol. Als anys 1950 el club es traslladà a Vyronas i es fusionà amb Nea Elvetia (fundat el 1935), anomenant-se Athinaikos Neas Elvetias AS.
L'any 1991 va arribar a la final de la Copa grega on va perdre contra el Panathinaikos FC.
El moment més històric del club va ser la temporada 1991-92, quan va jugar contra el Manchester United FC a la primera ronda de la Recopa d'Europa. Van empatar l'anada 0-0 a casa i van portar els anglesos a la pròrroga a Old Trafford abans de perdre per 2-0.